# Rezi Vadlán-lik
A Rezi Vadlán-lik a Balaton-felvidéki Nemzeti Park területén található egyik barlang. A Magyarországon található 4 Vadlán-lik közül az egyik. A másik három a Gyenesdiási Vadlány-lik, a Vadlán-lik és a Vállusi Vadlán-lik, amelyek szintén a Balaton környékén helyezkednek el.

## Leírás
Az Ilona-árok K-i meredek oldalában nyílik, a Púpos-hegy ÉNy-i oldalában. Széles, sziklaeresz jellegű üreg. Alsó része dolomitból áll, középső része kvarcitos pannon homokkőből, amely fölé dolomitkonglomerátumos és dolomitbreccsás dolomit települt.
Az, hogy kiről (milyen vad leányról) lett elnevezve, nem állapítható meg. Előfordul irodalmában Ilona-völgyi-barlang (Eszterhás 1984), Ilonavölgyi Vadlánlik (Bertalan 1976), Rezi Vadlánlik (Bertalan 1976), rezi Vadlán-lik (Kordos 1984), Sziklaeresz (Eszterhás 1984), Vadlán-lik (Bertalan, Schőnviszky 1973–1974), Vadlánlik (Margittay 1942), vadlán-lik (Pápa 1943), vadlánlik (Margittay 1942), Vadlány-barlang (Pápa 1943) és Vadlány-lyuk (Hazslinszky 1999) neveken is.

## Kutatástörténet
Nyomtatásban először 1942-ben lett említve a barlang. Az 1943-ban kiadott és Pápa Miklós által írt tanulmányban olvasható, hogy egész különleges helyet foglalnak el a barlangok romantikus történetében a Vadlány-barlangok, vagy ahogy a nép nevezi a vadlán-likak. A Balaton közelében négy is van, Dióson, Válluson, Rezi vára közelében és a Kovácsi-hegyen.
Az 1954. évi Földrajzi Értesítőben az van írva, hogy a Púpos-hegytől DNy-ra lévő szép Ilona-völgyben, annak jobb oldali (K-i) meredek felső oldalában hosszan elnyúló Vadlánlik nevű sziklafülkét alapkonglomerátumból alakította ki (már a tektonikus törések után) az erózió és az É-ról évezredeken át akadálytalanul lezúduló szélviharok és orkánok deflációja. A sziklafülke Ny-ra néző bevájt része kvarcitos pannon homokkőből áll, amely fölé kisebb-nagyobb, szögletes és gömbölyded dolomitdarabkákból és tuskókból is álló, néhány helyen dolomitbreccsa, valamint dolomitkonglomerátum borul széles ereszként.
Ennek a kvarcitos homokkőnek felső részébe (közel a dolomitbreccsa, dolomitkonglomerátum alsó részéhez) néhány cm átmérőjű és vízszintes hévforráscsövek mélyednek be, melyeknek Ny-ra néző kerek kis nyílásai majdnem szorosan egymás mellett vannak. Hidrotermális szempontból nagyon fontos és páratlan szépségű az itt élők által Vadlánliknak nevezett sziklafülke, vagy pontosabban sziklaeresz, amelynek tövénél Buscus sculentus figyelhető meg. A sziklaeresz kvarcitját az itt valószínűleg még postpontusi, vagyis pliocénvégi hőforrások kovásító hatása hozta létre. A környéken a sziklaeresznél sokkal magasabban is talált Dornyay Béla kisebb-nagyobb kvarcitdarabokat, tömböket.
Az 1965. évi Karszt- és Barlangkutatási Tájékoztatóban publikált és Dornyay Béláról szóló nekrológban szó van arról, hogy a Balaton és környéke című útikönyvben Dornyay Béla bemutatja a rezi Vadlánlikat. Az 1975. évi Földrajzi Értesítőben arról van szó, hogy a rezi Vadlánlik és a közismert Gyenesdiási Vadlány-lik pannóniai konglomerátumban, valamint breccsában keletkezett, nem tipikusan karsztos üregek. A Bertalan Károly és Schőnviszky László által írt, 1976-ban megjelent Magyar barlangtani bibliográfia barlangnévmutatójában meg van említve a Keszthelyi-hegységben, Rezin lévő barlang, sziklaeresz Vadlán-lik néven. A barlangnévmutatóban fel van sorolva 3 irodalmi mű, amelyek foglalkoznak a barlanggal.
Az 1976-ban befejezett Magyarország barlangleltára című kéziratban az olvasható, hogy a Bakonyban és a Keszthelyi-hegységben, Rezin lévő Rezi Vadlánlik másik neve Ilonavölgyi Vadlánlik. A Púpos-hegytől DNy-ra, a Svábhídnál nyíló Ilona-völgy meredek K-i oldalán van a Ny-ra néző bejárata. Sziklaeresz dolomitkonglomerátum padok alatt. A kézirat barlangra vonatkozó része 3 irodalmi mű alapján lett írva. Az 1984-ben kiadott Lista a Bakony barlangjairól című összeállítás szerint a Keszthelyi-hegységben, a 4440-es barlangkataszteri tájegységben, Rezin helyezkedik el a Vadlán-lik, amelynek további nevei Ilona-völgyi-barlang és Sziklaeresz. Karsztos üreg.
Kordos László 1984-ben megjelent könyvének országos barlanglistájában szerepel a barlang rezi Vadlán-lik néven Ilonavölgyi Vadlánlik névváltozattal. A listához kapcsolódóan látható a Déli-Bakony, a Balaton-felvidék és a Keszthelyi-hegység barlangjainak földrajzi elhelyezkedését bemutató 1:500 000-es méretarányú térképen a barlang földrajzi elhelyezkedése. A Labirint Karszt- és Barlangkutató Sport Egyesület 2003-ban megállapította, hogy a helyiek által Vadlán-liknak nevezett üreg valószínűleg mesterséges eredetű és nem tekinthető barlangnak. A csoport tagjai a Rezi Vadlán-liktól D-i irányban kb. 15 m-re feltártak egy új barlangot, aminek a Vadlán-lik-barlang nevet adták. 2003-ban elkészítették a Vadlán-lik-barlang alaprajz térképét és vetített hossz-szelvény térképét, valamint 5 keresztmetszetet ábrázoló rajzot.